# 仁里镇 (遂宁市)
仁里镇，是中华人民共和国四川省遂宁市船山区下辖的一个乡镇级行政单位。2019年9月，将龙凤镇三洲村、小河洲村所属行政区域划归仁里镇管辖。将仁里镇乘龙社区、凉风垭社区、僧家沟社区、云灵社区所属行政区域划归灵泉街道管辖。

## 行政区划
仁里镇下辖以下地区：
圣莲岛社区、放羊村、松林村、保安寺村、石马村、解放村、文武村、瓦店子村、楼子沟村、卧龙庵村、六角村、罗家桥村、倒碑村和银杏沟村、三洲村、小河洲村。